# Sclerocrana atra
Sclerocrana atra är en svampart som beskrevs av Samuels & L.M. Kohn 1987. Sclerocrana atra ingår i släktet Sclerocrana och familjen Sclerotiniaceae.   Inga underarter finns listade i Catalogue of Life.